# Йордан Христов (футболист)
Вижте пояснителната страница за други личности с името Йордан Христов.
Йордан Христов е бивш български футболист, полузащитник.

## Кариера
От 1996 г. до 2002 г. Христов играе във ФК Пловдив 95 (Пловдив) с треньори Стефан Тахчиев и Петър Дафчев. През 1999 г. с отборът на П. Дафчев става Вицешампион за деца в Републиканско първенство по футбол за деца в гр. София. От 2002 г. Христов е юноша на Марица (Пловдив) и е привлечен в мъжкия състав на „пиратите от Каршияка“. Където играе от 2005 до 2007 г. и е основен играч. През 2007 е привлечен в Спартак (Пловдив) от треньора си в Марица Николай Киров. Следват доста силни игри за Спартак и дори той става капитан на отбора. След доброволното изпадане на Спартак във В група Христов подписва с Ботев (Пловдив). Йордан Христов може да играе на няколко поста – в полузащитата като дефанзивен халф и атакуващ халф, в защитата и като крило. В националния отбор на България играе с номер 6. Играе важна роля за завръщането на Ботев (Пловдив) в елитната А Професионална Футболна Група, играейки в почти всичките мачове на отбора през сезона. Вкарва победните попадения в 1/16 и 1/8 финалите за Турнира за Купата на България срещу елитните Ботев (Враца) и ПСФК Черноморец (Бургас) съответно за победите с 1:0 и 2:1. Той е много директен тип играч, имащ много добра техника и скорост.